# Mijas
Mijas è un comune spagnolo di 73 787 abitanti situato nella comunità autonoma dell'Andalusia.
Il capoluogo (Mijas Pueblo) si trova su un'altura a 428 m s.l.m. e conta neanche un decimo della popolazione di tutto il comune. Questo si estende per buona parte sulla costa, dove si è avuta una grande evoluzione demografica a partire dagli anni novanta soprattutto grazie alla crescita del turismo. Le località di Las Lagunas e La Cala - Calahonda sono così, oggi, di gran lunga i centri abitati più popolosi del comune.

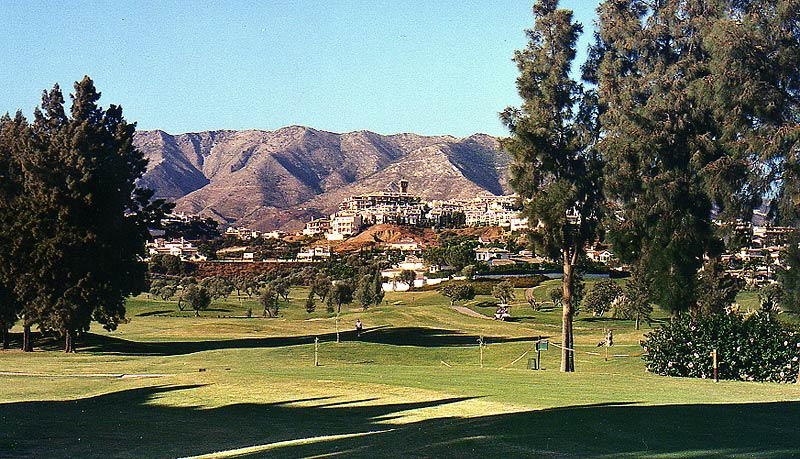
Mijas Golf